# Xiphorhynchus ocellatus
Xiphorhynchus ocellatus là một loài chim trong họ Furnariidae.